# Kokusai Ki-59
Kokusai Ki-59 (一式輸送機 Isshiki-yusōki) là một loại máy bay vận tải hạng nhẹ, do hãng Nippon Kokusai Koku Kogyo K.K chế tạo cho Lục quân Đế quốc Nhật Bản trong thập niên 1930, như một sự phát triển của Teradako-ken TK-3 bay lần đầu vào năm 1938.

## Biến thể
TK-3
Ki-59 (Vận tải Lục quân Kiểu 1) ("Theresa")
Ku-8-I (Tàu lượn Thử nghiệm Lục quân)
Ku-8-II (Tàu lượn Vận tải Cỡ lớn Lục quân Kiểu 4) ("Gander")

## Quốc gia sử dụng
Nhật Bản
- Không quân Lục quân Đế quốc Nhật Bản

- Manchukuo National Airways

## Tính năng kỹ chiến thuật (Ki-59)
Dữ liệu lấy từ Japanese Aircraft of the Pacific War
Đặc điểm tổng quát
- Kíp lái: 3
- Sức chứa: 8 hành khách
- Chiều dài: 12,5 m (41 ft 0⅛ in)
- Sải cánh: 17 m (55 ft 9¼ in)
- Chiều cao: 3,05 m (10 ft 0 in)
- Diện tích cánh: 38,4 m2 (413 ft2)
- Trọng lượng rỗng: 2.880 kg (6.349 lb)
- Trọng lượng có tải: 4.120 kg (9.083 lb)
- Powerplant: 2 × Hitachi Ha-13a, 336 kW (450 hp) mỗi chiêc

Hiệu suất bay
- Vận tốc hành trình: 300 km/h (186 mph)
- Tầm bay: 800 km (497 dặm)